# Masdevallia ivanii
Masdevallia ivanii là một loài thực vật có hoa trong họ Lan. Loài này được Luer & V.N.M.Rao mô tả khoa học đầu tiên năm 2006.